# Hanamigawa-ku (Chiba)
Hanamigawa-ku (花見川区 Hanamigawa-ku?) es uno de los seis barrios de la ciudad de Chiba, Japón. Hasta el 1 de agosto de 2011 tenía una población estimada de 180.408 habitantes y una densidad de 5,270 personas por metro cuadrado. La superficie total del barrio es de 34,24 km².